# Purdiaea nipensis
Purdiaea nipensis är en tvåhjärtbladig växtart. Purdiaea nipensis ingår i släktet Purdiaea och familjen Clethraceae.

## Underarter
Arten delas in i följande underarter:
- P. n. maestrensis
- P. n. nipensis
- P. n. alainii